# Crematogaster laestrygon
Crematogaster laestrygon är en myrart som beskrevs av Carlo Emery 1869. Crematogaster laestrygon ingår i släktet Crematogaster och familjen myror.

## Underarter
Arten delas in i följande underarter:
- C. l. airensis
- C. l. atlantis
- C. l. canariensis
- C. l. diminuta
- C. l. granulata
- C. l. laestrygon
- C. l. maura
- C. l. striaticeps
- C. l. submaura
- C. l. theryi